# Pentaleyrodes hongkongensis
Pentaleyrodes hongkongensis là một loài côn trùng cánh nửa trong họ Aleyrodidae, phân họ Aleyrodinae.
Pentaleyrodes hongkongensis được Takahashi miêu tả khoa học đầu tiên năm 1941.